# Listă de cuvinte românești moștenite probabil din limba dacă
Lista de mai jos cuprinde cuvinte din limba română care, se presupune, au fost moștenite din limba dacă. Întrucât informațiile pe care le avem despre limba dacilor și a tracilor sunt extrem de sărace, cuvintele din această listă pot fi considerate, în cel mai fericit caz, ca având un mare grad de probabilitate de a fi autohtone.
În coloana Surse se face trimitere la următoarele lucrări:
- „Hașdeu”: B. P. Hașdeu, Etymologicum Magnum Romaniae;
- „Russu”: Ioan I. Russu, Limba traco-dacilor;
- „Vraciu”: A. Vraciu, Limba daco-geților.
- „Brâncuș”: Grigore Brâncuș, Vocabularul autohton al limbii române.
- "Vinereanu": Mihai Vinereanu, Etymological Dictionary of the Romanian Language[1]

Notația (albaneză) marchează acele cuvinte pentru care I. I. Russu a găsit un corespondent de origine indo-europeană în limba albaneză.
| Cuvânt                             | Surse                                                | Etimologie / Observatii |
| ---------------------------------- | ---------------------------------------------------- | --- |
| abeș                               | Hașdeu, Vraciu                                       | |
| Abrud                              | Hașdeu                                               | |
| abur                               | Hașdeu, Russu (albaneză), Vraciu, Brâncuș, Vinereanu | PIE *bholo– ‘abur, ceață’, Cf. alb. avull (Gheg) abull (Tosk) |
| acăța                              | Russu, Vinereanu                                     | lat. accapitiare |
| ademană („dar, mită”)              | Vraciu;                                              | etimon alternativ: magh. adomány |
| ademeni                            | Hașdeu                                               | Cf. magh. adomány. |
| adiia                              | Russu, Vinereanu                                     | PIE *dheu |
| aghiuță                            | Hașdeu                                               | Cf. ngr. aghios |
| aidoma                             | Hașdeu                                               | A + sl. vidomŭ „vizibil”. |
| alac                               | Hașdeu                                               | Cf. magh. alakor. |
| ală                                | Hașdeu                                               | |
| aldea                              | Hașdeu                                               | |
| ameți                              | Russu                                                | Probabil lat. *ammattire (< mattus „beat”). |
| amurg                              | Russu, Vinereanu                                     | A + cf. alb. murg |
| anina                              | Russu, Vinereanu                                     | PIE *ar– |
| aprig                              | Russu, Vinereanu                                     | PIE *preg– ‘lacom, aspru, vehement’ |
| argea                              | Hașdeu, Russu (albaneză), Vraciu, Brâncuș            | PIE *areg– ‘a închide’, cf. alb ragëlia |
| Argeș                              | Hașdeu, Brâncuș, Vinereanu                           | PIE *ar(e)g’-, arg’- ‘alb, luminos’ |
| arunca                             | Russu                                                | Lat. eruncare (a arunca/a înlătura), cf. it arroncare, sp. arrancar |
| azugă                              | Hașdeu                                               | |
| baci                               | Hașdeu, Russu (albaneză), Vraciu, Brâncuș            | |
| baier                              | Russu                                                | |
| baligă                             | Russu (albaneză), Brâncuș                            | |
| baltă                              | Russu (albaneză), Brâncuș                            | |
| bară                               | Hașdeu                                               | Din fr. barre. |
| Barba-cot                          | Hașdeu                                               | |
| barză                              | Hașdeu, Russu, Vraciu, Brâncuș                       | |
| bască                              | Hașdeu, Russu (albaneză), Brâncuș                    | fr. basque. |
| batal                              | Hașdeu                                               | |
| bălaur / balaur                    | Hașdeu, Russu (albaneză), Vraciu, Brâncuș            | |
| băga                               | Russu                                                | |
| băiat                              | Russu                                                | |
| bălan                              | Hașdeu                                               | |
| beregată                           | Russu                                                | Apare si in latina populara `verucata` (de la veruca - indicand aspectul mărului lui Adam) si sarbo-croata `berikat`. |
| bîr                                | Vraciu                                               | |
| Bârsei / Bîrsei (și numele Bârsan) | Brâncuș                                              | |
| boare                              | Russu                                                | Lat. boreas. (cf. Boreu, zeul al vânturilor nordice la greci) / Boreas (Βορέας, Boréas; de asemenea Βορρᾶς, Borrhâs) - zeul grec al vântului rece de Nord, al furtunii si al iernii. |
| bordei                             | Hașdeu, Russu                                        | |
| bortă                              | Hașdeu                                               | |
| brad                               | Hașdeu, Russu (albaneză)                             | |
| brîndușă                           | Russu                                                | |
| brînză                             | Hașdeu, Russu, Vraciu                                | |
| brîu                               | Russu (albaneză)                                     | |
| brusture                           | Russu (albaneză)                                     | |
| Bucegi                             | Brâncuș                                              | |
| bucura                             | Russu (albaneză), Brâncuș                            | |
| buiestru                           | Russu                                                | |
| bunget                             | Hașdeu, Russu (albaneză), Vraciu                     | |
| burghiu                            | Hașdeu                                               | Din tc. burgu, bg., scr. burgija. |
| burlan                             | Russu                                                | |
| burtă                              | Russu                                                | |
| burtucă                            | Hașdeu                                               | |
| burtuș                             | Hașdeu                                               | |
| butuc                              | Russu                                                | |
| butură                             | Russu                                                | |
| buză                               | Russu (albaneză)                                     | |
| caier                              | Russu                                                | |
| cață                               | Russu                                                | |
| căciulă                            | Russu (albaneză), Brâncuș                            | |
| căpușă                             | Russu (albaneză)                                     | |
| căpută                             | Russu (albaneză)                                     | |
| cătun                              | Russu (albaneză), Brâncuș                            | |
| cioară                             | Hasdeu, Vraciu                                       | |
| cioban                             | Hașdeu                                               | Din tc. çoban |
| cioc                               | Hașdeu, Vraciu                                       | Onomatopee |
| ciocîrlie                          | Hașdeu                                               | Din "cioc" |
| ciomag                             | Hașdeu                                               | |
| cîrlan                             | Russu                                                | |
| cîrlig                             | Russu                                                | |
| codru                              | Hașdeu, Vraciu                                       | Lat. quodrum |
| copac                              | Russu (albaneză), Brâncuș                            | |
| copil                              | Russu, Brâncuș                                       | Termen cu manifestari proto-slave: kopylъ („bastard”) / ucraineană копил (kopyl) sau копиля (kopylja) / sârbo-croată копиле (kȍpile) / bulgară копил (kópele) - din kopàti („a săpa, a cultiva”). Cuvantul apare în albaneză kopil si greaca bizantină κόπελος (kópelos), indicand un substrat paleo-balcanic: cochil aromân, copil meglenoromân („bastard”), cupilaș („copil”). |
| creț                               | Russu                                                | |
| cruța                              | Russu (albaneză)                                     | |
| cujbă                              | Hașdeu                                               | |
| culbec                             | Hașdeu                                               | |
| curma                              | Russu (albaneză)                                     | |
| curpăn                             | Russu (albaneză)                                     | |
| cursă                              | Russu (albaneză)                                     | |
| custură                            | Russu                                                | |
| darari                             | Russu                                                | |
| daș                                | Russu (albaneză)                                     | |
| dărîma                             | Russu (albaneză)                                     | Lat. *deramare. (cf. it. diramare, sp./pt. derramar) |
| deh                                | Hașdeu                                               | |
| deretica                           | Russu                                                | Lat. de-radicare. |
| descăța                            | Russu                                                | |
| descurca                           | Russu                                                | Probabil lat. *incolicare (< colus „caier, fir”). |
| desghina                           | Russu                                                | Din lat. disglut[i]nare (refăcut după îmbina). |
| dezbăra                            | Russu                                                | |
| dezgauc                            | Hașdeu                                               | |
| doină                              | Hașdeu, Vraciu                                       | |
| don                                | Hașdeu                                               | |
| dop                                | Russu                                                | |
| droaie                             | Russu                                                | |
| dulău /dunga/                      | Hașdeu, Vraciu                                       | |
| fărîmă                             | Russu (albaneză)                                     | |
| fluier                             | Brâncuș                                              | |
| gard                               | Russu (albaneză), Brâncuș                            | |
| gata                               | Russu (albaneză), Brâncuș                            | |
| gălbează                           | Russu (albaneză)                                     | |
| genune                             | Hașdeu, Russu                                        | |
| gheară                             | Russu                                                | |
| ghes                               | Russu                                                | |
| ghimpe                             | Russu (albaneză), Brâncuș                            | |
| ghiob                              | Hașdeu                                               | |
| ghionoaie                          | Russu (albaneză), Brâncuș                            | |
| ghiont                             | Russu                                                | |
| ghiuj                              | Hasdeu, Vraciu, Brâncuș                              | |
| gîde                               | Hașdeu                                               | |
| gîdel                              | Hașdeu                                               | |
| gordin                             | Hașdeu                                               | |
| gorun                              | Russu                                                | |
| grapă                              | Russu (albaneză), Brâncuș                            | |
| gresie                             | Russu (albaneză), Brâncuș                            | |
| groapă                             | Russu (albaneză), Brâncuș                            | |
| grui                               | Russu                                                | |
| grumaz                             | Russu (albaneză), Brâncuș                            | |
| grunz                              | Russu (albaneză)                                     | |
| gudura                             | Russu                                                | |
| gușă                               | Russu (albaneză), Brâncuș                            | Lat. geusiae. |
| gutui                              |                                                      | |
| horinca                            | hutanu                                               | Din ucr. horilka |
| hojma                              | Hașdeu, Vraciu                                       | |
| iazmă                              | Hașdeu                                               | |
| iele                               | Hașdeu                                               | |
| încurca                            | Russu                                                | Probabil lat. *incolicare (< colus „caier, fir”). |
| înghina                            | Russu                                                | Probabil lat. *imbinare. |
| îngurzi                            | Russu                                                | |
| înseila                            | Russu                                                | |
| întrema                            | Russu                                                | |
| jilț / jielț („pîrîu”)             | Hașdeu, Vraciu                                       | |
| jumătate                           | Brâncuș                                              | |
| leagăn                             | Russu                                                | Probabil lat. *liginare (< ligare „a lega”). |
| lepăda                             | Russu                                                | |
| lespede                            | Russu                                                | |
| leșina                             | Russu                                                | |
| mal                                | Hașdeu, Russu (albaneză), Vraciu, Brâncuș            | |
| maldac                             | Hașdeu                                               | |
| mare                               | Brâncuș                                              | Probabil lat. mas, maris. |
| mazăre                             | Hașdeu, Russu (albaneză), Vraciu, Brâncuș            | |
| măceș                              | Russu                                                | |
| mădări                             | Russu                                                | |
| măgar                              | Brâncuș                                              | |
| măgură                             | Russu (albaneză), Brâncuș                            | |
| mălai                              | Hașdeu                                               | |
| mămăligă                           | Hașdeu                                               | |
| mărcat                             | Russu                                                | |
| mărar                              | Brâncuș                                              | |
| mătură                             | Russu (albaneză)                                     | |
| Mehadia                            | Hașdeu                                               | |
| melc                               | Hașdeu, Russu, Vraciu                                | |
| mieru                              | Russu                                                | |
| mire                               | Hașdeu, Russu, Vraciu                                | |
| mistreț                            | Russu                                                | |
| mișca                              | Russu                                                | |
| mînz                               | Russu (albaneză), Brâncuș                            | |
| morman                             | Russu                                                | |
| mosoc                              | Hașdeu                                               | |
| moș                                | Russu (albaneză), Brâncuș                            | |
| moț                                | Hașdeu                                               | |
| mugure                             | Russu (albaneză), Brâncuș                            | |
| munună                             | Russu                                                | |
| murg                               | Russu (albaneză), Brâncuș                            | |
| mușat                              | Russu                                                | |
| năpîrcă                            | Russu (albaneză), Brâncuș                            | |
| năsărîmbă                          | Hașdeu                                               | |
| nițel                              | Russu                                                | |
| noian                              | Russu, Brâncuș                                       | |
| ortoman                            | Hașdeu                                               | |
| păstaie                            | Russu (albaneză)                                     | |
| păstra                             | Russu                                                | |
| pînză                              | Russu                                                | |
| pîrîu                              | Russu (albaneză), Brâncuș                            | |
| prunc                              | Russu                                                | |
| pupăză                             | Brâncuș                                              | |
| pururea                            | Russu (albaneză)                                     | |
| rață                               | Hașdeu, Vraciu, Brâncuș                              | |
| ravac                              | Hașdeu                                               | |
| răbda                              | Russu                                                | |
| reazem                             | Russu                                                | |
| ridica                             | Russu                                                | Lat. eradicare „a dezrădăcina” |
| rîmfă                              | Hașdeu                                               | |
| rînză                              | Hașdeu, Russu (albaneză), Vraciu, Brâncuș            | |
| sarbăd                             | Russu (albaneză), Brâncuș                            | |
| Sarmizegetusa                      | Hașdeu                                               | |
| scăpăra                            | Russu (albaneză), Brâncuș                            | |
| scrum                              | Russu (albaneză), Brâncuș                            | |
| scula                              | Russu (albaneză)                                     | Probabil lat. *excubulare. |
| scurma                             | Russu                                                | Probabil lat. excorrimare. |
| sîmbure                            | Russu (albaneză), Brâncuș                            | |
| sîmvea                             | Hașdeu                                               | |
| spînz                              | Russu (albaneză)                                     | |
| stăpîn                             | Hașdeu, Vraciu                                       | |
| stărnut                            | Russu                                                | |
| stejar                             | Hașdeu, Vraciu                                       | |
| steregie                           | Russu                                                | |
| sterp                              | Russu (albaneză)                                     | |
| stingher                           | Sorin                                                | |
| stînă                              | Hașdeu, Vraciu                                       | |
| străghiată                         | Russu                                                | |
| strepede                           | Russu (albaneză)                                     | |
| strugure                           | Russu, Brâncuș                                       | |
| strungă                            | Russu (albaneză), Brâncuș                            | |
| sugruma                            | Russu                                                | |
| sugușa                             | Russu                                                | |
| șale                               | Russu (albaneză)                                     | |
| șiră                               | Hașdeu, Russu                                        | |
| șopîrlă                            | Hașdeu, Russu (albaneză), Vraciu, Brâncuș            | |
| șoric                              | Russu                                                | |
| șut                                | Russu (albaneză)                                     | |
| tare                               | Russu                                                | |
| traistă                            | Hașdeu                                               | |
| tulei                              | Hașdeu                                               | |
| țap                                | Russu (albaneză), Brâncuș                            | |
| țarc                               | Russu (albaneză)                                     | |
| țarină                             | Russu                                                | |
| țiței                              |                                                      | |
| țăruș                              | Russu                                                | |
| țundră                             | Hașdeu                                               | |
| țurcă                              | Hașdeu                                               | |
| uita                               | Russu                                                | Lat. * oblitare (< oblitus). |
| undrea                             | Russu                                                | |
| urca                               | Russu                                                | Probabil lat. *oricare (= oriri). |
| urcior                             | Russu                                                | |
| urdă                               | Hașdeu, Russu, Vraciu                                | |
| urdina                             | Russu                                                | |
| urdoare                            | Russu                                                | |
| vatră                              | Hașdeu, Russu (albaneză), Vraciu, Brâncuș            | |
| vătăma                             | Russu                                                | Lat. victimare. |
| vătui                              | Russu (albaneză)                                     | |
| viezure                            | Russu (albaneză), Brâncuș                            | |
| viscol                             | Russu                                                | |
| zară                               | Russu, Brâncuș                                       | |
| zăr                                | Russu                                                | |
| zburda                             | Russu                                                | |
| zestre                             | Russu                                                | |
| zgardă                             | Russu (albaneză), Brâncuș                            | |
| zgîria                             | Russu (albaneză?)                                    | Lat. *scaberare (< scaber). |
| zgîrma                             | Russu                                                | |
| zimbru                             | Hașdeu, Vraciu                                       | |
| zîrnă                              | Hașdeu                                               | |